# 8223 Bradshaw
8223 Bradshaw (1996 PD) là một tiểu hành tinh vành đai chính được phát hiện ngày 6 tháng 8 năm 1996 bởi P. G. Comba ở Prescott.